# Claudia Coari
Claudia Coari Mamani (nascida em 1967) é uma política quíchua do Peru. 

## Atuação política
Ela foi membro do Congresso da República do Peru entre 2011 e 2014, representando o Partido Nacionalista Peruano (Partido Nacional Peruano).
Em 2018, ela fez parte de uma delegação de mulheres líderes indígenas de 10 países da América do Sul que viajou ao Chile para o lançamento de uma campanha da Organização para Alimentação e Agricultura para erradicar a fome. Ela ressaltou a importância da agricultura familiar para a segurança alimentar, dizendo que na sua área as mulheres assumem a maior parte deste trabalho.
Ela foi parabenizada pelo presidente boliviano Evo Morales por usar a saia de lã colorida indígena pollera no Congresso, com orgulho da sua herança.